# Bryoptera subpallida
Bryoptera subpallida là một loài bướm đêm trong họ Geometridae.